# Schroederella hungarica
Schroederella hungarica är en tvåvingeart som beskrevs av László Papp och Miguel Carles-Tolrá 1994.
Schroederella hungarica ingår i släktet Schroederella och familjen myllflugor. Artens utbredningsområde är Ungern. Inga underarter finns listade i Catalogue of Life.